# Liste der Monuments historiques in Vandenesse-en-Auxois
Die Liste der Monuments historiques in Vandenesse-en-Auxois führt die Monuments historiques in der französischen Gemeinde Vandenesse-en-Auxois auf.

## Liste der Immobilien
| Bezeichnung                       | Beschreibung           | Standort             | Kennzeichnung | Schutzstatus | Datum | Bild           |
| --------------------------------- | ---------------------- | -------------------- | ------------- | ------------ | ----- | -------------- |
| Kirche Notre-Dame-de-l’Assomption | ab dem 12. Jahrhundert | Route d’Arnay (Lage) | PA00112707    | Inscrit      | 1927  | weitere Bilder |

## Liste der Objekte
| Bezeichnung                                    | Beschreibung                                                                   | Standort                                        | Kennzeichnung | Schutzstatus | Datum | Bild           |
| ---------------------------------------------- | ------------------------------------------------------------------------------ | ----------------------------------------------- | ------------- | ------------ | ----- | -------------- |
| Skulptur Madonna mit Kind (1)                  | Holz, farbig gefasst, 14. Jahrhundert; im Musée d’art sacré de Dijon deponiert | in der Kirche Notre-Dame-de-l’Assomption (Lage) | PM21002418    | Classé       | 1907  | weitere Bilder |
| Grabstein für Guillemette de Châteauneuf       | Kalkstein, bezeichnet 1301                                                     | in der Kirche Notre-Dame-de-l’Assomption (Lage) | PM21002419    | Classé       | 1912  | weitere Bilder |
| Grabstein für Jean de Châteauneuf              | Kalkstein, bezeichnet 1294                                                     | in der Kirche Notre-Dame-de-l’Assomption (Lage) | PM21002420    | Classé       | 1912  | weitere Bilder |
| Grabstein für Guillaume de Châteauneuf         | Kalkstein, bezeichnet 1303                                                     | in der Kirche Notre-Dame-de-l’Assomption (Lage) | PM21002421    | Classé       | 1912  | weitere Bilder |
| Grabstein für Guillaume-Raymond de Châteauneuf | Kalkstein, bezeichnet 1347                                                     | in der Kirche Notre-Dame-de-l’Assomption (Lage) | PM21002422    | Classé       | 1912  | weitere Bilder |
| Skulptur Heiliger Eutropius                    | Kalkstein, 15. Jahrhundert                                                     | in der Kirche Notre-Dame-de-l’Assomption (Lage) | PM21002423    | Classé       | 1912  |                |
| Skulptur Heiliger Blasius                      | Kalkstein, farbig gefasst, 15. Jahrhundert                                     | in der Kirche Notre-Dame-de-l’Assomption (Lage) | PM21002424    | Classé       | 1912  |                |
| Skulptur Madonna mit Kind (2)                  | Kalkstein, farbig gefasst, 15. Jahrhundert                                     | in der Kirche Notre-Dame-de-l’Assomption (Lage) | PM21002425    | Classé       | 1912  |                |
| Reiterskulptur Heiliger Georg                  | Kalkstein, farbig gefasst, 15. Jahrhundert                                     | in der Kirche Notre-Dame-de-l’Assomption (Lage) | PM21002426    | Classé       | 1912  |                |